# Peter Weller
Peter Frederick Weller (Stevens Point, 24 giugno 1947) è un attore statunitense, famoso soprattutto per il ruolo di Alex Murphy/Robocop nei film RoboCop e RoboCop 2.

## Biografia
Figlio più giovane di un pilota di elicotteri, è costretto a viaggiare molto sin da piccolo a causa del lavoro del padre. Completerà gli studi superiori fra la Germania e San Antonio, in Texas, per poi accedere alla University of North Texas, attirato dalla possibilità di suonare la tromba nella jazz band dell'Università. Due settimane dopo il conseguimento della laurea si trasferisce a New York, dove ottiene le sue prime apparizioni in vari teatri di Broadway.
Nei primi anni ottanta imbocca la via del cinema e, dopo qualche piccola parte, nel 1982 ottiene il suo primo ruolo di una certa rilevanza in Spara alla luna di Alan Parker, al fianco di Diane Keaton e Albert Finney. Il grande successo arriva nel 1987, quando ottiene la parte del poliziotto cyborg Alex Murphy in RoboCop, a cui segue, nel 1990, RoboCop 2. Nel 1991, David Cronenberg lo sceglie come protagonista per il suo film Il pasto nudo, di conseguenza non riuscì a riprendere il ruolo del poliziotto robotizzato in RoboCop 3. Nel 1997 dirige il suo primo film, Ricatto senza fine.
Nel 2005 prende parte a Star Trek: Enterprise, quinta serie live-action del franchise di fantascienza Star Trek, interpretando il ruolo di John Frederick Paxton, un leader politico terrestre xeonofobo, nei due episodi della quarta stagione, Demoni (Demons) e Lotta per la terra (Terra Prime). Nel 2013 ritorna nel franchise interpretando il ruolo dell'ammiraglio della Flotta Stellare Alexander Marcus, un antagonista secondario, padre della dottoressa Carol Marcus, nel film della Kelvin Timeline, Into Darkness - Star Trek (Star Trek Into Darkness).
Nel 2006 partecipa alla quinta stagione della serie televisiva 24 nel ruolo dell'ambiguo Christopher Henderson. Nel 2010 prende parte alla quinta stagione di Dexter nella veste di un agente corrotto indagato dagli affari interni
È anche apparso in Detective Monk, Fringe e Psych, mentre nel 2012 ha diretto un episodio dell'ottava e ultima stagione di Dr. House - Medical Division, nel quale ha fatto anche una brevissima apparizione nelle primissime scene.
Come doppiatore, riprende il ruolo di RoboCop in Mortal Kombat 11 nel 2019, ed ulteriormente nel 2023, in RoboCop:Rouge City
Possiede un dottorato di ricerca in storia dell'arte, e oltre a svolgere il mestiere di attore, insegna tale materia all'Università di Syracuse.

## Filmografia

### Attore

#### Cinema
- Il ritorno di Butch Cassidy & Kid (Butch & Sundance: The Early Days), regia di Richard Lester (1979)
- Spara alla luna (Shoot the Moon), regia di Alan Parker (1982)
- Di origine sconosciuta (Of Unknown Origin), regia di George Pan Cosmatos (1983)
- Firstborn, regia di Michael Apted (1984)
- Le avventure di Buckaroo Banzai nella quarta dimensione (The Adventures of Buckaroo Banzai Across the 8th Dimension), regia di W. D. Richter (1984)
- RoboCop, regia di Paul Verhoeven (1987)
- Il tunnel (El túnel), regia di Antonio Drove (1987)
- Un poliziotto in blue jeans (Shakedown), regia di James Glickenhaus (1988)
- Oltre ogni rischio (Cat Chaser), regia di Abel Ferrara (1989)
- Leviathan, regia di George Pan Cosmatos (1989)
- RoboCop 2, regia di Irvin Kershner (1990)
- Il pasto nudo (Naked Lunch), regia di David Cronenberg (1991)
- Trafficanti di morte (Sunset Grill), regia di Kevin Connor (1992)
- Fifty/Fifty, regia di Charles Martin Smith (1992)
- New Age - Nuove tendenze (The New Age), regia di Michael Tolkin (1994)
- Al di là delle nuvole, regia di Michelangelo Antonioni, Wim Wenders (1995)
- Screamers - Urla dallo spazio (Screamers), regia di Christian Duguay (1995)
- La dea dell'amore (Mighty Aphrodite), regia di Woody Allen (1995)
- Decoy, regia di Vittorio Rambaldi (1995)
- Top of the World - Il casinò della paura (Top of the World), regia di Sidney J. Furie (1997)
- Trappola esplosiva (Diplomatic Siege), regia di Gustavo Graef-Marino (1999)
- Shadow Hours, regia di Isaac H. Eaton (2000)
- L'esecutore (Contaminated Man), regia di Anthony Hickox (2000)
- Styx - Un gioco perverso (Styx), regia di Alex Wright (2001)
- La setta dei dannati (The Order), regia di Brian Helgeland (2003)
- The Hard Easy, regia di Ari Ryan (2006)
- Prey - La caccia è aperta (Prey), regia di Darrell James Roodt (2007)
- Oltre la legge (Once Fallen), regia di Ash Adams (2010)
- Gli occhi del dragone (Dragon Eyes), regia di John Hyams (2012)
- Into Darkness - Star Trek (Star Trek Into Darkness), regia di J. J. Abrams (2013)
- Skin Trade - Merce umana, regia di Ekachai Uekrongtham (2014)

#### Televisione
- Omicidio all'alba (Rainbow Drive), regia di Bobby Roth – film TV (1990)
- Per amore ho perso tutto (Road to Ruin), regia di Charlotte Brändström – film TV (1992)
- Una strana storia d'amore (The Substitute Wife), regia di Peter Werner – film TV (1994)
- Alla fine dell'estate (End of Summer), regia di Linda Yellen – film TV (1997)
- Odyssey 5 – serie TV, 19 episodi (2002-2003)
- Star Trek: Enterprise – serie TV, episodi 4x20-4x21 (2005)
- Poseidon - Il pericolo è già a bordo (The Poseidon Adventure), regia di John Putch – film TV (2005)
- Detective Monk (Monk) – serie TV, episodio 5x01 (2006)
- 24 – serie TV, 11 episodi (2006)
- Fringe – serie TV, episodio 2x18 (2010)
- Dexter – serie TV, 8 episodi (2010)
- Psych – serie TV, episodio 5x16 (2010)
- Dr. House - Medical Division (House M.D.) – serie TV, episodio 8x20 (2012)
- Longmire – serie TV, 7 episodi (2012-2017)
- Sons of Anarchy – serie TV, 11 episodi (2013-2014)
- The Last Ship – serie TV, 8 episodi (2017)
- MacGyver – serie TV, episodi 3x22-4x08-5x04 (2019-2021)
- Cabinet of Curiosities – serie TV, episodio 1x07 (2022)
- Rabbit Hole – serie TV, 4 episodi (2023)

### Doppiatore
- Batman: The Dark Knight Returns, Part 1, regia di Jay Oliva (2012)
- Batman: The Dark Knight Returns, Part 2, regia di Jay Oliva (2013)
- Mortal Kombat 11 – videogioco (2019)
- RoboCop: Rogue City - videogioco (2023)

### Regista
- Ricatto senza fine (Gold Coast) (1997)
- Sons of Anarchy – serie TV, 11 episodi (2011-2014)
- Dr. House - Medical Division (House M.D.) – serie TV, episodio 8x20 (2012)
- Longmire – serie TV, 5 episodi (2012-2017)
- Hawaii Five-0 – serie TV, 15 episodi (2013-2020)
- Under the Dome – serie TV, episodi 2x09-3x02 (2014-2015)
- The Strain – serie TV, episodi 1x05-1x06-1x12 (2015)
- Sleepy Hollow – serie TV, episodio 3x01 (2015)
- Tyrant – serie TV, episodi 2x10-3x07-3x09 (2015-2016)
- The Last Ship – serie TV, 8 episodi (2015-2018)
- Salem – serie TV, episodi 2x05-3x06 (2015-2016)
- MacGyver – serie TV, 2x20-3x04-5x04 (2018-2021)
- Magnum P.I. – serie TV, 5 episodi (2018-2020)

## Doppiatori italiani
Nelle versioni in italiano dei suoi film, Peter Weller è stato doppiato da:
- Stefano De Sando in New Age - Nuove tendenze, La setta dei dannati, Into Darkness - Star Trek, Skin Trade - Merce Umana, The Last Ship
- Alessandro Rossi in RoboCop, Robocop 2, Odyssey 5
- Elio Zamuto ne Il ritorno di Butch Cassidy & Kid, Longmire (st. 3-6)
- Dario Penne in Longmire (st. 1-2), Sons of Anarchy
- Luca Biagini in MacGyver, Cabinet of Curiosities
- Luca Ward in Oltre ogni rischio
- Gino La Monica ne Il pasto nudo
- Ennio Coltorti in Al di là delle nuvole
- Mario Cordova in Leviathan
- Mauro Magliozzi in Detective Monk
- Oliviero Dinelli in The Hard Easy
- Sergio Di Stefano in Fringe
- Michele Gammino in Screamers - Urla dallo spazio
- Loris Loddi in Le avventure di Buckaroo Banzai nella quarta dimensione
- Romano Malaspina ne Il casinò della paura
- Carlo Marini in Alla fine dell'estate
- Saverio Moriones in Trappola esplosiva
- Franco Zucca in Star Trek: Enterprise
- Ambrogio Colombo in Poseidon - Il pericolo è già a bordo
- Francesco Pannofino in Prey - La caccia è aperta
- Edoardo Siravo ne La dea dell'amore
- Oreste Rizzini in 24
- Luciano Roffi in Dexter
- Gerolamo Alchieri in Psych
- Mauro Bosco in Dr. House - Medical Division
- Massimo Lodolo ne Gli occhi del dragone
- Paolo Maria Scalondro in Hawaii Five-0
- Mario Zucca in Forever
- Edoardo Siravo in Rabbit Hole

Da doppiatore è sostituito da :
- Tony Sansone in Mortal Kombat 11